# Dimitrios Ioannidis (Fußballspieler, 2000)
Dimitrios Ioannidis (griechisch Δημήτριος Ιωαννίδης, * 13. Februar 2000 in Essen) ist ein deutsch-griechischer Fußballspieler.

## Karriere
Nach zahlreichen Jugendstationen wechselte Ioannidis aus der U19 von Rot-Weiß Oberhausen in die U19 von Fortuna Sittard. Im Sommer 2019 gelang ihm der Sprung aus dem Jugendbereich und Ioannidis spielte hauptsächlich bei der 2. Mannschaft in der Beloften Eredivisie, der Reserveliga für größere Clubs in den Niederlanden. Am 1. Spieltag der Saison 2019/2020 kam er zu seinem ersten Einsatz für die 1. Mannschaft in der Eredivisie. Bei dieser 0:4-Niederlage am 4. August gegen den AZ Alkmaar, kam er in der 66. Spielminute für Adnan Ugur in die Partie. Ein weiterer Einsatz in der höchsten niederländischen Spielklasse erfolgte am 31. August 2019 (5. Spieltag) beim 1:1 gegen den SC Heerenveen.
Zur Spielzeit 2020/21 wurde Ioannidis zu den Sportfreunden Lotte in die Regionalliga West verliehen. Hier bestritt er 31 von 40 möglichen Saisonspielen. Nach der Leihe, kehrte er zum 30. Juni 2021 in die Niederlande zu Fortuna Sittard zurück. Einen Monat am später am 28. Juli 2021, verließ er den Verein und schloss sich Rot Weiss Ahlen in der Regionalliga West an. Ioannidis absolvierte 20 Ligaspiele und 3 Partien im Westfalenpokal für RW Ahlen. Nach bereits einer Spielzeit trennten sich die Wege von Verein und Spieler und Ioannidis ist seit dem 1. Juli 2022 vereinslos.